# يان غالازكا
يان غالازكا (بالبولندية: Jan Gałązka)‏ (1945 – 1982) هو ملاكم بولندي راحل، مثّل بلاده في الألعاب الأولمبية الصيفية 1968.

## روابط خارجية
يان غالازكا على موقع أوليمبيديا (الإنجليزية)
- يان غالازكا على موقع اللجنة الأولمبية البولندية (مؤرشف) (البولندية)